# Moamen Zakaria
Moamen Zakaria (tiếng Ả Rập: مؤمن زكريا; sinh ngày 12 tháng 4 năm 1988) là một cầu thủ bóng đá người Ai Cập thi đấu cho Al Ahly và đội tuyển quốc gia Ai Cập ở vị trí tiền vệ tấn công.

## Danh hiệu
Zamalek
- Giải bóng đá ngoại hạng Ai Cập: 2014–15
- Cúp bóng đá Ai Cập: 2012–13, 2013–14

Al Ahly
- Giải bóng đá ngoại hạng Ai Cập: 2015–16, 2016–17
- Cúp bóng đá Ai Cập: 2016–17
- Siêu cúp bóng đá Ai Cập: 2015, 2017